# Kleidotoma gracilicornis
Kleidotoma gracilicornis is een vliesvleugelig insect uit de familie van de Figitidae. De wetenschappelijke naam van de soort is voor het eerst geldig gepubliceerd in 1889 door Cameron.